# Poullaouen (Poullaouen)
Poullaouen ist eine Ortschaft und eine ehemalige französische Gemeinde mit 1.263 Einwohnern (Stand: 1. Januar 2022) im Département Finistère in der Region Bretagne. Sie gehörte zum Arrondissement Châteaulin und zum Kanton Carhaix-Plouguer.
Mit Wirkung vom 1. Januar 2019 wurde die früheren Gemeinden Poullaouen und Locmaria-Berrien zur namensgleichen Commune nouvelle Poullaouen zusammengeschlossen und haben in der neuen Gemeinde den Status einer Commune déléguée. Der Verwaltungssitz befindet sich im Ort Poullaouen.

## Lage
Der Ort befindet sich zentral im Westen der Bretagne zwischen den beiden Orten Carhaix-Plouguer und Huelgoat.
Quimper liegt 50 Kilometer südwestlich, die Groß- und Hafenstadt Brest 60 Kilometer nordwestlich und Paris etwa 450 Kilometer östlich (Angaben in Luftlinie).

## Bevölkerungsentwicklung
| Jahr      | 1968  | 1975  | 1982  | 1990  | 1999  | 2004  | 2009  | 2014  |
| --------- | ----- | ----- | ----- | ----- | ----- | ----- | ----- | ----- |
| Einwohner | 2.075 | 1.793 | 1.731 | 1.574 | 1.498 | 1.383 | 1.396 | 1.298 |

## Sehenswürdigkeiten
Siehe auch: Liste der Monuments historiques in Poullaouen
- Kirche Saint-Pierre-Saint-Paul in Poullaouen
- Kapelle Saint-Tudec in Poullaouen
- Kapelle Notre-Dame-du-Paradis im Weiler Saint-Quijeau

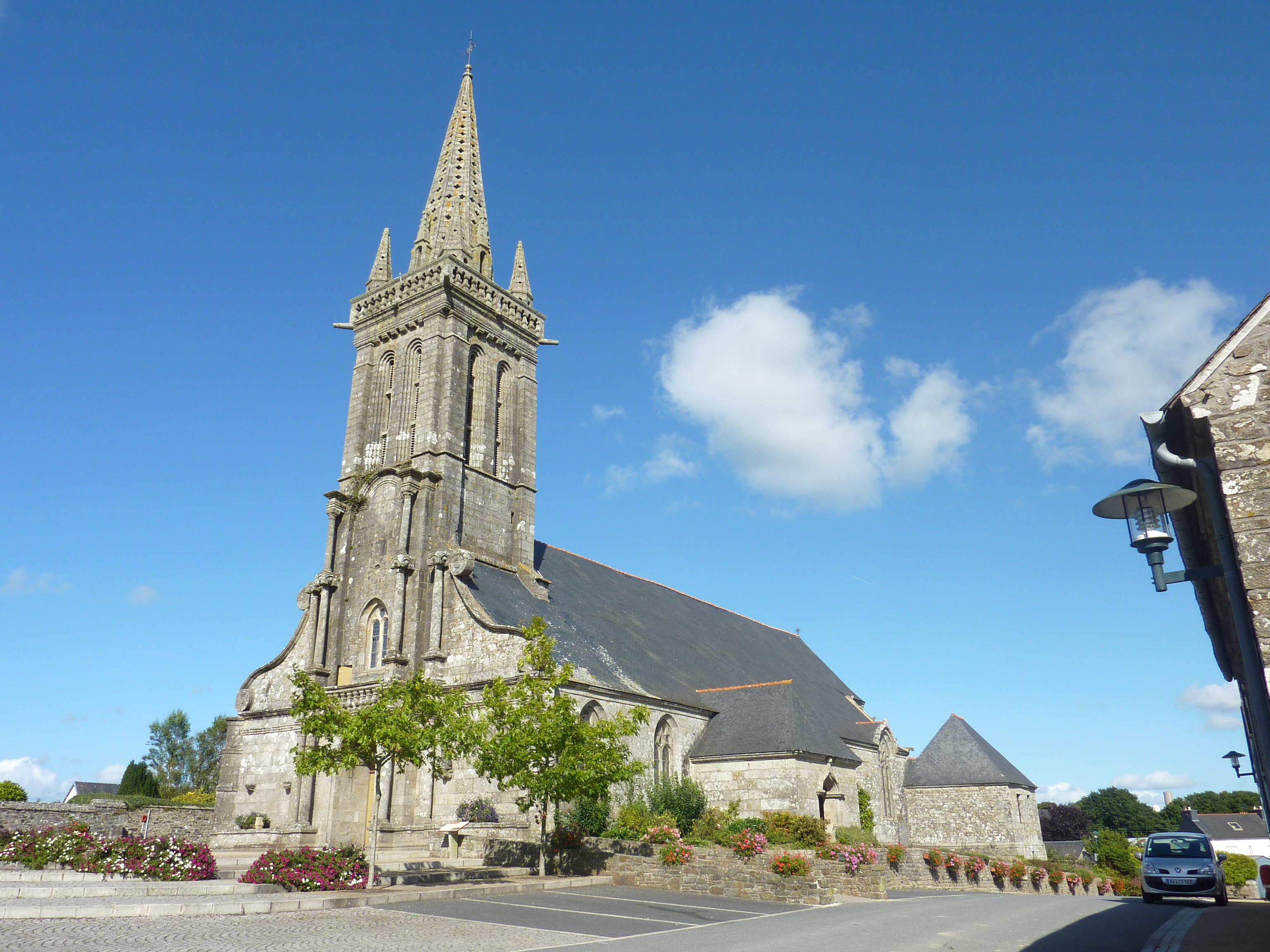
Kirche Saint-Pierre-et-Saint-Paul
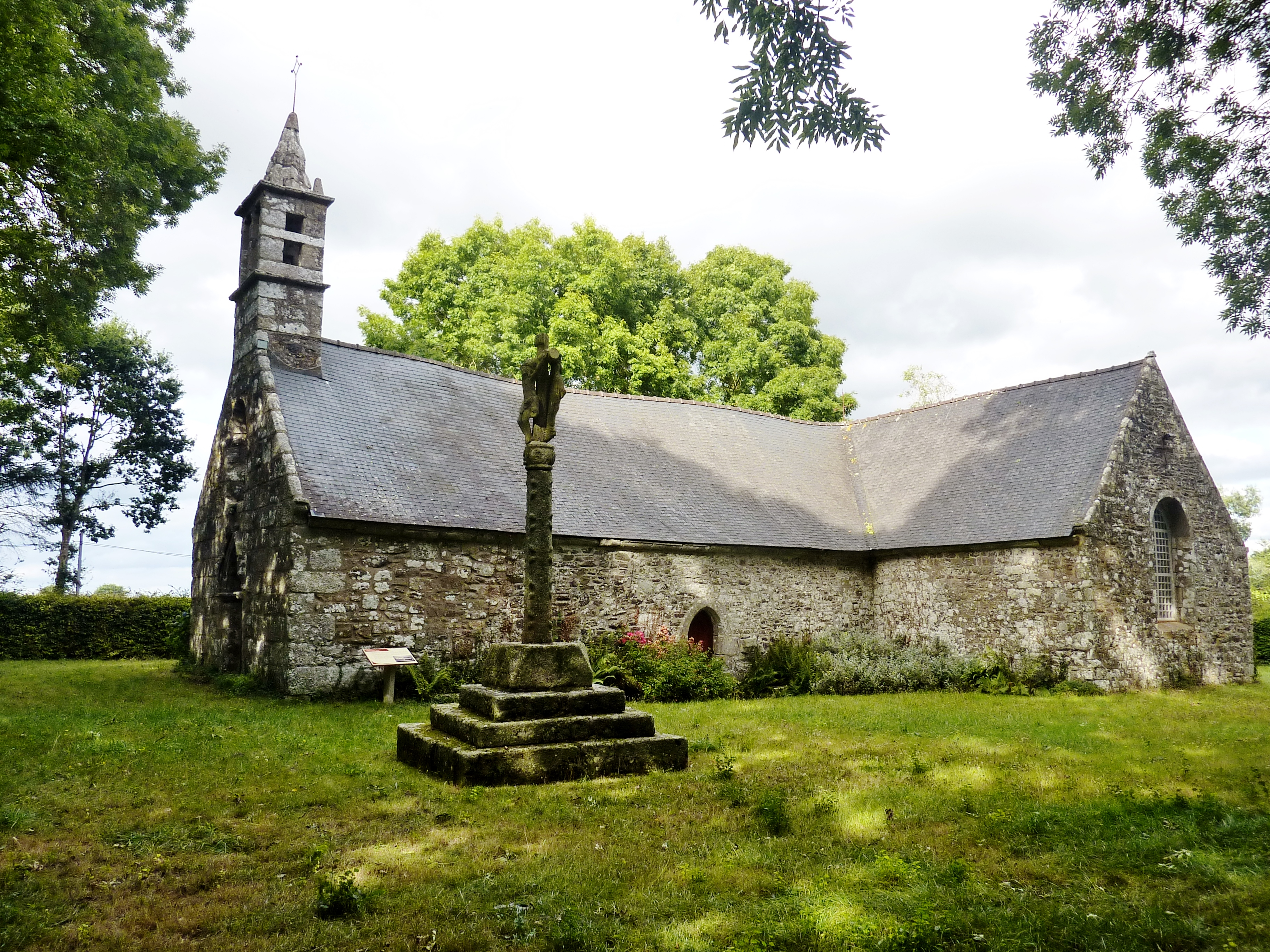
Kapelle Saint-Tudec
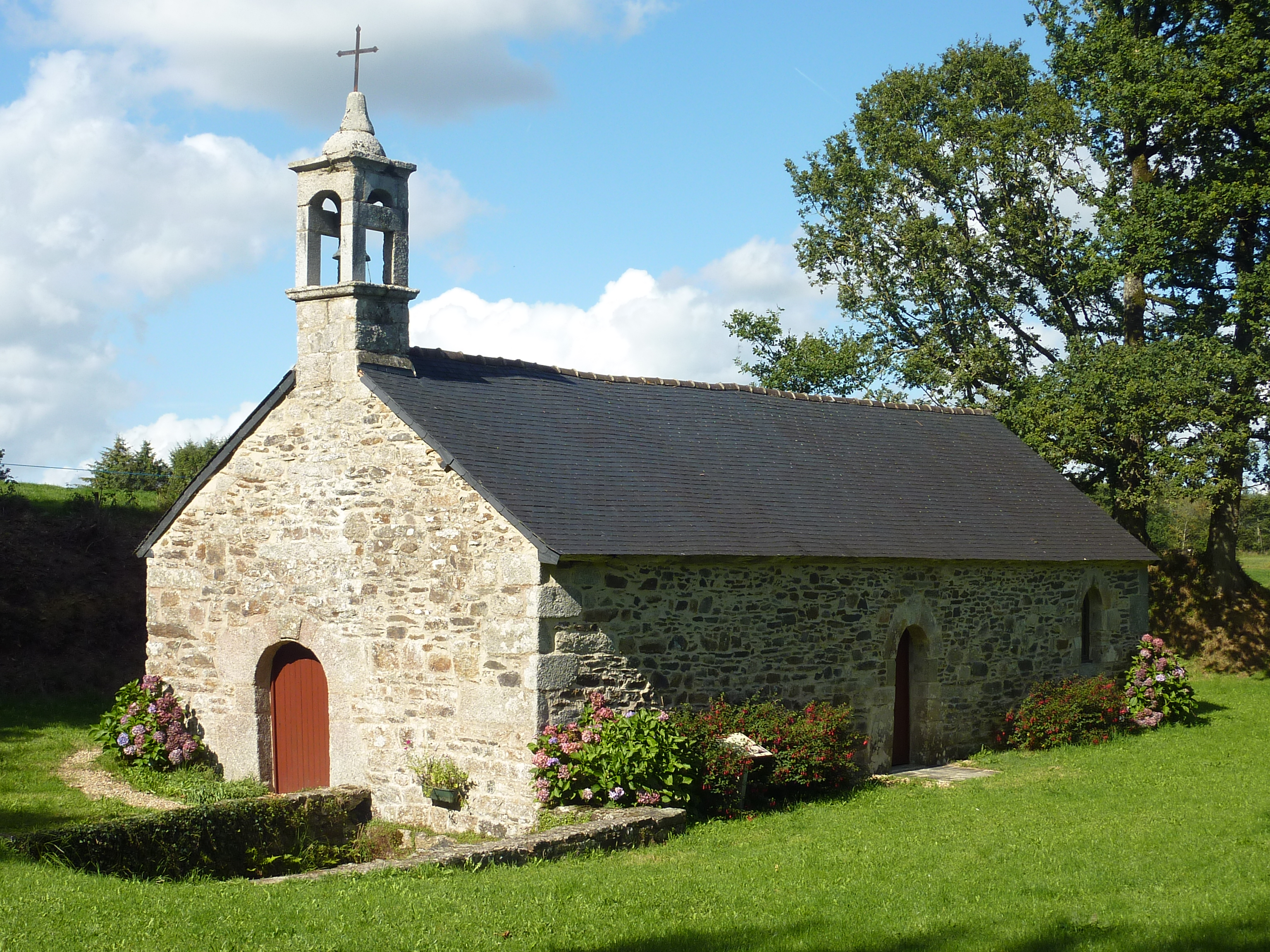
Kapelle Notre-Dame-du-Paradis